# Orodesma
Orodesma é um gênero de traça pertencente à família Arctiidae.